# مك بي (كارولاينا الجنوبية)
مك بي (بالإنجليزية: McBee, South Carolina)‏ هي معلم جغرافي تقع في الولايات المتحدة في مقاطعة تشيسترفيلد (كارولاينا الجنوبية). يقدر عدد سكانها بـ 867 نسمة ومساحتها 3.0 كم2 وترتفع عن سطح البحر 146 متر.

## التركيبة السكانية
حدّد مكتب تعداد الولايات المتحدة بيانات التركيبة السكانية لمك بي في تعداد الولايات المتحدة. في ما يلي، التركيبة السكانية حسب تعدادي 2000 و2010.

### تعداد عام 2000
بلغ عدد سكان مك بي 714 نسمة بحسب تعداد عام 2000، وبلغ عدد الأسر 282 أسرة وعدد العائلات 196 عائلة مقيمة في البلدة. في حين سجلت الكثافة السكانية 210 نسمة لكل كيلومتر مربع (543.9/ميل2). وبلغ عدد الوحدات السكنية 329 وحدة بمتوسط كثافة قدره 96.8 لكل كيلومتر مربع (250.7/ميل2).
وتوزع التركيب العرقي للبلدة بنسبة 53.36% من البيض و45.52% من الأمريكيين الأفارقة و0.56% من الأمريكيين الأصليين و0.56% من عرقين مختلطين أو أكثر و0.70% من الهسبانيون أو اللاتينيون من أي عرق.
بلغ عدد الأسر 282 أسرة كانت نسبة 36.5% منها لديها أطفال تحت سن الثامنة عشر تعيش معهم، وبلغت نسبة الأزواج القاطنين مع بعضهم البعض 44.3% من أصل المجموع الكلي للأسر، ونسبة 18.8% من الأسر كان لديها معيلات من الإناث دون وجود شريك،  بينما كانت نسبة 6.4% من الأسر لديها معيلون من الذكور دون وجود شريكة وكانت نسبة 30.5% من غير العائلات. تألفت نسبة 27.3% من أصل جميع الأسر من عدة أفراد يعيشون في نفس المنزل ونسبة 8.9% كانت تتألف من شخص يعيش بمفرده يبلغ من العمر 65 عاماً أو أكثر. وبلغ متوسط حجم الأسرة المعيشية 2.53، أما متوسط حجم العائلات فبلغ 3.09.
بلغ العمر الوسطي للسكان 38.3 عاماً. وكانت نسبة 26.1% من القاطنين تحت سن الثامنة عشر، وكانت نسبة 8.7% بين الثامنة عشر والرابعة والعشرين عاماً، ونسبة 26.1% كانت واقعةً في الفئة العمرية ما بين الخامسة والعشرين والرابعة والأربعين عاماً، ونسبة 26.9% كانت ما بين الخامسة والأربعين والرابعة والستين، ونسبة 12.3% كانت ضمن فئة الخامسة والستين عاماً فما فوق. يوجد لكل 100 أنثى 83.5 ذكر، ويوجد لكل 100 أنثى في الثامنة عشر من عمرها فما فوق 79.6 ذكر.
بلغ متوسط دخل الأسرة في البلدة 27,083 دولارًا، أما متوسط دخل العائلة فبلغ 34,688 دولارًا. وكان متوسط دخل الذكور 28,667 دولارًا مقابل 21,500 دولارًا للإناث. وسجل دخل الفرد الخاص بالبلدة 12,828 دولارًا. وكانت نسبة 20.1% من العائلات ونسبة 26.4% من السكان تحت خط الفقر، وكان من هؤلاء نسبة 33.2% تحت سن الثامنة عشر ونسبة 28.7% في الخامسة والستين من العمر وما فوق.

### تعداد عام 2010
بلغ عدد سكان مك بي 867 نسمة بحسب تعداد عام 2010، وبلغ عدد الأسر 345 أسرة وعدد العائلات 234 عائلة مقيمة في البلدة. في حين سجلت الكثافة السكانية 255 نسمة لكل كيلومتر مربع (660.4/ميل2). وبلغ عدد الوحدات السكنية 400 وحدة بمتوسط كثافة قدره 117.6 لكل كيلومتر مربع (304.6/ميل2).
وتوزع التركيب العرقي للبلدة بنسبة 56.52% من البيض و40.37% من الأمريكيين الأفارقة و0.58% من الأمريكيين الأصليين و1.27% من الأعراق الأخرى و1.27% من عرقين مختلطين أو أكثر و2.65% من الهسبانيون أو اللاتينيون من أي عرق.
بلغ عدد الأسر 345 أسرة كانت نسبة 36.2% منها لديها أطفال تحت سن الثامنة عشر تعيش معهم، وبلغت نسبة الأزواج القاطنين مع بعضهم البعض 40.6% من أصل المجموع الكلي للأسر، ونسبة 22.3% من الأسر كان لديها معيلات من الإناث دون وجود شريك،  بينما كانت نسبة 4.9% من الأسر لديها معيلون من الذكور دون وجود شريكة وكانت نسبة 32.2% من غير العائلات. تألفت نسبة 28.7% من أصل جميع الأسر من عدة أفراد يعيشون في نفس المنزل ونسبة 13% كانت تتألف من شخص يعيش بمفرده يبلغ من العمر 65 عاماً أو أكثر. وبلغ متوسط حجم الأسرة المعيشية 2.50، أما متوسط حجم العائلات فبلغ 3.07.
بلغ العمر الوسطي للسكان 38.2 عاماً. وكانت نسبة 25% من القاطنين تحت سن الثامنة عشر، وكانت نسبة 8.3% بين الثامنة عشر والرابعة والعشرين عاماً، ونسبة 24.8% كانت واقعةً في الفئة العمرية ما بين الخامسة والعشرين والرابعة والأربعين عاماً، ونسبة 27% كانت ما بين الخامسة والأربعين والرابعة والستين، ونسبة 14.9% كانت ضمن فئة الخامسة والستين عاماً فما فوق. وتوزع التركيب الجنسي للسكان بنسبة 45.9% ذكور و54.1% إناث.